# Susanne la Fleur
Susanne Eva (Susanne) la Fleur (Dordrecht, 1972) is een Nederlands hoogleraar neurobiologie van energiemetabolisme aan de Universiteit van Amsterdam.

## Biografie
La Fleur promoveerde op 14 juni 2001 op The suprachiasmatic nucleus generated rhythm in blood glucose. A role for the autonomic nervous system aan de Universiteit van Amsterdam. Ze publiceerde al zeker vanaf 1997 op haar vakgebied en werkte mee aan tientallen artikelen. Sinds 2008 is ze werkzaam bij de afdeling endocrinologie en metabolisme aan het Academisch Medisch Centrum, en sinds 2016 is ze onderzoeksprojectleider bij het Nederlands Herseninstituut.
La Fleur ontving een vici-subsidie van de Nederlandse Organisatie voor Wetenschappelijk Onderzoek, een vidi- en veni-subsidie van ZonMw, de Novo Nordiskprijs van de Nederlandse Vereniging voor Endocrinologie in 2002 en de Alan N. Epstein Research Award van de internationale Society for the Study of Ingestive Behavior in 2008.
Op 28 februari 2017 werd ze benoemd tot gewoon hoogleraar neurobiologie van energiemetabolisme aan de UvA; haar oratie sprak ze uit op 4 oktober 2017. Het onderzoek van prof. dr. S.E. la Fleur richt zich vooral op dieetsamenstelling en de ontwikkeling van obesitas en diabetes, waarbij zij zich ook richt op de rol die de hersenen daarbij spelen.